# Hamza el Dahri
Hamza el Dahri (Rotterdam, 5 maart 2005) is een Nederlands-Marokkaans voetballer die doorgaans speelt als middenvelder. Hij verruilde in 2025 Sparta Rotterdam voor Almere City.

## Clubcarrière
El Dahri liep op 5-jarige leeftijd voor het eerst op Het Kasteel, hij mocht meelopen met de scheidsrechter in de wedstrijd Sparta–Sparta Nijkerk. Een half jaar later mocht El Dahri op stage komen bij Sparta Rotterdam. El Dahri doorliep de gehele jeugdopleiding van Sparta Rotterdam, waar hij vanaf zijn zevende speelde. Hij komt regelmatig uit voor Jong Sparta in de Tweede divisie.
Op 1 november 2023 debuteerde El Dahri in het eerste van Sparta, in de KNVB Beker tegen V.V. IJsselmeervogels (2-0). Hij kwam in de laatste minuten in de ploeg voor Metinho. Op 26 november debuteerde hij ook in de Eredivisie, tegen FC Utrecht (1-2). Hij mocht invallen in de 81e minuut voor Joshua Kitolano. Twee dagen later kreeg hij zijn eerste profcontract aangeboden. In het seizoen 2024/25 kwam El Dahri slechts één keer in actie, in de KNVB Beker tegen Go Ahead Eagles (1-1). 
Medio 2025 tekende El Dahri voor twee seizoenen bij Almere City.

## Interlandcarrière
El Dahri speelde voor Nederland –18 en Nederland –19. Met de Onder 19 speelde hij een aantal kwalificatiewedstrijden voor het EK –19 van 2024.

## Statistieken
| Seizoen | Club             | Competitie | Competitie | Competitie | Beker | Beker | Overig | Overig | Totaal | Totaal |
| Seizoen | Club             | Competitie | Wed.       | Dlp.       | Wed.  | Dlp.  | Dlp.   | Dlp.   | Wed.   | Dlp.   |
| ------- | ---------------- | ---------- | ---------- | ---------- | ----- | ----- | ------ | ------ | ------ | ------ |
| 2023/24 | Sparta Rotterdam | Eredivisie | 5          | 0          | 1     | 0     | 0      | 0      | 6      | 0      |
| 2024/25 | Sparta Rotterdam | Eredivisie | 0          | 0          | 1     | 0     | 0      | 0      | 1      | 0      |
| Totaal  | Totaal           | Totaal     | 0          | 0          | 1     | 0     | 0      | 0      | 7      | 0      |

Bijgewerkt t/m 18 juni 2025.